# Siöblad
Siöblad eller Sjöblad var en svensk frälseätt från Södermanland. Den hade adligt ättenummer 75 och friherrligt nummer 79.
Ätten hade Flättna vid Nyköping som sätesgård och dess äldsta kända medlem är häradshövdingen Lars Birgersson Siöblad vid 1400-talets slut. Hans sonson, Peder Siöblad (född omkring 1540, död före 1604) var hertig Karl förtrogen och av honom använd under bland andra Nordiska sjuårskriget. Ätten introducerades 1625 på Riddarhuset med dennes son översten Nils Pedersson Siöblad som tillfångatogs under danska kriget 1611–1613 som kommendant på Kronobergs slott. Sistnämndas sonson, generalen av artilleriet Carl Johansson Siöblad (1611–1696) deltog med utmärkelse i Trettioåriga kriget och upphöjdes 1687 i friherrligt stånd.
Två av hans söner, Johan Siöblad (1644–1710) och Erik Carlsson Siöblad (1647–1725) nådde liksom fadern de högsta militära graderna. Den förstnämnda blev slutligen generalfälttygmästare samt chef för artilleriet 1693, och den senare valde sjövapnet framför armén och avancerade blott 29 år gammal till amiral 1676. Hans son Carl Georg Siöblad (1683–1754) blev liksom fadern sjöofficer och befordrades snabbt till amiral samt slutligen överamiral. En annan son – Erik Siöblad (död 1741) – deltog med brodern i Slaget vid Ledsund 1720 och uppnådde slutligen viceamirals grad samt blev 1731 chef för Stockholmseskadern.
Den friherrliga grenen utslocknade på svärdssidan 1863 och den obetitlade troligen 1717.

## Släktträd,  friherrliga grenen (urval)
- Carl Siöblad (1611–1696), ämbetsman, militär 
  - Johan Siöblad (1644–1710), militär, verksam inom artilleriet
    - Per Siöblad (1683–1754), generalfälttygmästare
      - Pehr Siöblad (1738–1817), militär

  - Erik Carlsson Sjöblad (1647–1725), guvernör, amiral
    - Carl Georg Siöblad (1683–1754), överamiral och ämbetsman
    - Erik Siöblad (död 1741), viceamiral